# 岡部平太
岡部 平太（おかべ へいた、1891年9月10日 - 1966年11月6日）は日本のスポーツ指導者、柔道家、日本で最初のアメリカンフットボール紹介者。スポーツ黎明期の日本に科学的トレーニングを導入した事から「近代コーチの祖」と呼ばれている。柔道８段、剣道５段。
福岡県糸島郡芥屋村（現在の糸島市）出身。

## 経歴

### 生い立ち
1891年（明治24年）養蚕業と櫨ろう業を営む農家の9人兄弟の長男として生まれる。
1908年（明治41年）福岡師範学校（現・福岡教育大学）入学。学校では持前の運動神経を発揮し、柔道、剣道、相撲、軟式テニス、陸上、野球、ボートと多岐にわたり活躍する。
1911年（明治44年）当時の武道界最大の大会で、京都武徳殿（旧武徳殿）で開かれた「青年大演武会」柔術16歳以上20歳未満 選抜勝負の部 で準優勝（金光弥一兵衛、宇土虎雄も出場）。
福岡市の柔道場双水執流隻流館でも腕を磨き、1912年（明治45年）2月16日「千本取り」（自由に技を掛け合う「乱取り」を千本続けて行う修行で、通常８時間はかかる）に挑み、岡部は５時間で成し遂げる。
1912年3月福岡師範学校卒業後、同年4月久留米市の男子高等小学校の教員に赴任。

### 東京高等師範学校入学、講道館に入門し 柔道家として頭角を現す
1913年（大正2年）4月特別推薦により嘉納治五郎が校長を務める東京高等師範学校（現・筑波大学）体操専修科に入学。同時に柔道の講道館にも入門。入学して間もなく、講道館の紅白試合で初段を相手に5人抜きを行い、二段を授与。翌年には三段となり、その年の紅白試合で小田常胤ら7人を抜いて四段（当時、学生で講道館四段という高段者は岡部ただ一人）に昇進する。このころ、嘉納治五郎師範について各地を回り、模範実技を行う。比類なき猛者として武道を目指す少年達の憧れであったという。
1916年（大正5年）4月東京高等師範学校体操研究科に進学。その夏、東ステと結婚。

### 米国留学で科学的スポーツ理論を学ぶ
1917年（大正6年）3月東京高等師範学校体操研究科修了後、「東京奠都(てんと)五十年奉祝・東海道駅伝徒歩競走」(日本最初の駅伝大会)、第3回極東選手権競技大会(東京で開催)に大会役員として運営に関わる。
同年7月、嘉納治五郎、内田信也の援助により、単身でアメリカ留学に出発。
留学先のシカゴ大学でエイモス・アロンゾ・スタッグ教授よりバスケットボール・水泳・陸上競技・アメリカンフットボール、体育理論とコーチ理論を実地に学ぶ。
アメリカンフットボールに関しては、実際に岡部は大学や近くのクラブチームでプレーを経験した（シカゴの地元新聞『シカゴ・トリビューン』に顔写真付きの記事がある）。後に自著「世界の運動界」の中で、日本で最初と思われるアメリカンフットボール解説を書いている。
また、留学中、岡部はあらゆる競技に興味を示し、ボクシング・ジムやレスリングの道場に通い、サッカー、野球、テニス等 片っ端から挑んだ。ペンシルベニア大学ではスポーツ生理学、ハーバード大学では女子体育の理論、体育史を学ぶ。米国で科学的なコーチ法を目にした岡部は、それまで精神主義一辺倒だった日本のスポーツの近代化に精力を傾けるようになる。

### サンテル事件、師 嘉納治五郎との決別
1920年（大正9年）1月に帰国後、東京高等師範学校講師となり、内田信也に請われて旧制水戸高等学校のグラウンドを設計する。
この年、米国プロレスラー アド・サンテル（ルー・テーズの師匠の一人）から講道館への「プロレス対柔道」の異種対抗試合の申し込みを巡り、黙許という形で受け入れようとする嘉納治五郎と意見が対立し、講道館を去る。
(岡部は米国でのレスラーと対戦経験から、ルールが異なるものが対決してもスポーツとして意味がなく、また、興業的試合をすればプロ団体とみられ、世界のアマチュアスポーツ界での柔道の振興がかなわなくなりかねないと強く反対したが、嘉納は意見を変えなかった。しかし、岡部が去った後、講道館は幹部の多くが反対したこともあり、サンテルと館員の試合を正式に禁じた。)

### 水戸高等学校の体育教師となる
1921年（大正10年）4月、旧制水戸高等学校講師となる。
日本初の本格的な400mトラックを含むグラウンドを生徒達と一緒に一から作り上げると、毎日暗くなるまであらゆるスポーツを教えた。新設の陸上競技部強化の為に企画した 旧制第二高等学校との陸上競技対抗戦は、知事をはじめ多くの観衆を集めた。
当時の教え子の一人である 江戸英雄（後の三井不動産会長）は、岡部先生は訓練では非常に厳しいが、それ以外では優しい。思いやりもあり、 水戸高の生徒全体が受けた影響は非常に大きかったと証言している。生徒らに慕われていた岡部だったが、着任から半年後に突如 水戸高を辞め、満州（現在の中国東北部）に渡る。辞職は当時の校長との対立が原因だと言われている。

### 南満州鉄道 入社、世界でスポーツ武者修行
1921年（大正10年）10月、南満州鉄道株式会社（満鉄）に体育主任として入社。
1922年（大正11年）満洲体育協会を創設、理事長に就任。以後11年間在職する。
1923年（大正12年）12月、海外の体育事情視察の為、8カ月間の旅(アメリカ､カナダ､イギリス､デンマーク､スウェーデン､フィンランド､ドイツ､フランス等)に出発。
1924年（大正13年）1月、海外視察の最初の目的地ハワイでサーフィンを体験。アメリカのシカゴでは当時19歳のジョニー・ワイズミュラー（後の金メダリストでターザン俳優としても有名）から本格的なクロールを教わる。
カナダのモントリオールではスキーやスケート、スキージャンプを体験しアイスホッケーの試合を見学した他、当地のスケートリンクの氷作り名人に師事、作り方を習得する（後に岡部は満州でカナダ流の滑らかなスケートリンク作りを行い、それが満州スケート界の飛躍を支える事になった）。
フィンランド（当時の陸上競技強国）では、パーヴォ・ヌルミの走りを見学。ヤーッコ・ミッコラ（陸上競技コーチ）から、三段跳びの理論やインターバル走等 科学トレーニングを学んだ。
この夏、フランスでパリオリンピックを視察。

### コーチとして国際スポーツ大会で活躍
1925年（大正14年）4月満鉄教育視学委員兼南満洲教育専門学校教授に就任。同年、著書『世界の運動界』(目黒書店）刊行。
同年、マニラで行われた第7回極東選手権競技大会の陸上チーム総監督となる。この大会では審判の不公平なジャッジが横行し、憤った岡部は日本の陸上競技代表選手全員を率いて棄権退場した。
1926年（大正15年）著書『陸上競技史』（満鉄読書会）刊行。
1928年（昭和3年）大連運動場で日本とフランスの国際対抗陸上競技会（日本初の国際スポーツ大会で織田幹雄、南部忠平らが参加）を提案し成功させる。
この頃の岡部について人見絹枝（陸上選手で日本人女性初のオリンピックメダリスト）は、自著「スパイクの跡」の中で、「岡部さんの顔は何回みてもこわい。でもあの顔で仲々情に脆く、熱すればすぐ涙を流される。そこに言い知れない親しみがある。あの岡部さんの顔をみると凡てのものを見通しているかと思われる位、断乎として人に譲らない所がある。自分の意見をどこまでも主張する人である。女子の斯道（しどう）にもこんな大先輩があったらと羨ましく思われる。」と記している。
また、コーチとしては陸上の岡崎勝男（1924年パリオリンピック5000メートル競走で日本初の決勝進出、後に外務大臣）や南部忠平（1932年ロサンゼルスオリンピック三段跳金メダリスト）らを育て、当時のスポーツ界に大きく貢献した。
1929年（昭和4年）張学良（張作霖の長男）と協力して日独支対抗陸上競技会を行う。
1930年（昭和5年）3月満鉄本社参事に就任。同年5月第9回極東選手権競技大会に陸上総監督として出場。（本大会の男子100メートルでは吉岡隆徳が優勝）
1931年（昭和6年）ヘルシンキで開催された第1回スピードスケート世界選手権に監督として出場。
同年、著書『スポーツ行脚』（日本評論社）刊行。

### 関東軍に逮捕される
1931年（昭和6年）満州事変勃発の際、馮庸（ひょうよう：張学良の義兄弟）を逃亡させた疑いで、関東軍に睨まれ逮捕される。一時は処刑の危機に瀕したが、釈放される。
しかし、この事件がもとで同年10月満鉄を依願退職。スポーツ関係のすべての職も退き、内定していた1932年レークプラシッドオリンピックの団長も辞退した。
1934年（昭和9年）満州陸上競技革新連盟を設立。
1937年（昭和12年）4月国立北平師範大学講師に就任。
1938年（昭和13年）1940年東京オリンピックの陸上コーチに就任。（その後、東京オリンピックは日中戦争の影響で開催返上）
1939年（昭和14年）中江丑吉（中江兆民の長男で中国古代思想研究者）に北京滞在を勧められ、同年6月国立北平師範大学の体育専任教授に就任。
1945年（昭和20年）4月、長男 平一が特攻隊で戦死（享年22歳）。6月郷里の福岡県芥屋村に引き揚げ、農業に従事。

### 福岡国体誘致、ボストンマラソンの勝利
1947年（昭和22年）第3回国民体育大会の福岡誘致の為、福岡市長 三好弥六の要請で準備委員長に就任。
1948年（昭和23年）第3回国民体育大会（福岡国体）国体事務局長に就任。福岡県体育協会 理事長就任。(福岡県体育協会シンボルマークは岡部のデザイン) 
1950年（昭和25年）金栗四三らと戦後のマラソン界再建の為「オリンピックマラソンに優勝する会」を発足させ、各地の有力選手を発掘すると共に、国内ではまだ一般的でなかったインターバルトレーニングやクロスカントリーを練習に取り入れ、合宿で徹底指導を行った。（田中茂樹、西田勝雄、広島庫夫、山田敬蔵、浜村秀雄、貞永信義ら第一級選手を育成）
1951年（昭和26年）第55回ボストンマラソンに向けて結成された派遣団の日本代表監督に就任。田中茂樹選手が優勝（日本人初参加での快挙）。同年10月から1952年（昭和27年）6月にかけて福岡県立修猷館高等学校で講師を務める。
1952年（昭和27年）4月福岡学芸大学（現・福岡教育大学）専任講師に就任、拓殖大学教授を兼任する。以後、主に研究・執筆活動に入る。1955年（昭和30年）6月福岡学芸大学教授に就任、1956年（昭和31年）3月退職。

### 日本マラソン界に高地トレーニングを提唱
1956年（昭和31年）ブリヂストン社長の石橋正二郎に招かれ、久留米市の石橋文化センター体育部長に就任。
同年、国士館短期大学教授に就任。
1957年（昭和32年）著書『スポーツと禅の話（あがる心理の究明と克服）』（不昧堂出版）刊行。
1960年（昭和35年）著書『コーチ50年』（大修館書店）刊行。
1961年（昭和36年）70歳で論文「年齢別にみた水泳のエネルギー代謝」によって、久留米大学より医学博士の学位を授与される。（岡部は早くから水泳における記録と年齢の相関に注目しており、特に、女子は年齢が低いことが記録に有利に働くことを戦前から気づいていた。）
また、この年1964年東京オリンピックの陸上競技強化本部の強化コーチを委嘱される。
1962年（昭和37年）1960年ローマオリンピックマラソン優勝者アベベ・ビキラの強さの秘密は高地にあると考え、高地トレーニングを提唱。単身でアベベの出身地エチオピアに視察に行き、現地の選手が標高2,500ｍ以上の高原で練習している事を知る。帰国後、信州等で人体実験を行い有効性を実証した。
1963年（昭和38年）マラソンを中心に多年スポーツ界に尽くした功労で 昭和37年度『朝日賞』を受賞。授賞式では盟友である金栗四三が祝辞を述べている。4月、九州産業大学教授に就任。8月、脳溢血で倒れる。
1966年（昭和41年）11月6日、3年間の闘病の末に75歳で病没。 病床での最後の言葉は「あゝ運動場に立つだけでも良いから、一度いきたい」であったという。

## 岡部平太と平和台
現在の福岡市の平和台陸上競技場は、1948年（昭和23年）の福岡国体（第3回国民体育大会）の主会場となったのが始まりである。
当時、大会準備委員長だった岡部は福岡国体の誘致に成功したものの、主会場に頭を悩ませていた。大空襲を受け、戦禍が残る街には適当な土地がない。岡部が目を付けたのが、福岡城址（じょうし）の福岡連隊跡地（現舞鶴公園）だった。しかし、そこは連合国軍最高司令官総司令部（GHQ）が接収し、進駐軍の家族用住宅の建設を計画していた。
岡部はGHQ幹部と交渉を重ね、「もう戦争は終わった。ここをスポーツのピースヒル（平和台）にしたい」と訴えた。その熱意に負けたのか、GHQは土地を返却。岡部は自ら設計図を描き、GHQから借りたブルドーザーで突貫工事を進めた。そのかいあって会場は完成、食うや食わずの時代だったにもかかわらず、国体には2万人が参加して大成功を収めた。
この時、岡部は連合国軍最高司令官のダグラス・マッカーサーに直訴し、国旗掲揚を認めさせている。戦後、公の場に日の丸が翻ったのは初めての事で、この日の丸は現在 福岡県糸島市の「伊都文化会館」に飾られている。
「平和台」の名称には、スポーツを通じた国際交流に尽力し戦争に反対していた岡部の不戦の誓いと共に、特攻隊として沖縄で戦死した一人息子 平一への鎮魂の思いが込められたものと言われている。
1992年（平成4年）3月、平和台陸上競技場内に岡部の胸像が建立される。又、平和台球場跡地を囲むフェンスには『平和台の名付け親は「近代スポーツの父」岡部平太』として「平和台」の由来と岡部の写真（米国留学時のアメリカンフットボールのユニフォーム姿）が説明プレートで掲示されている。

## 岡部平太に関する近年の動向
岡部はその活動の破天荒さ、革新性ゆえ「スポーツ界の奇才」「在野の巨人」「風雲児」などと称され、組織原理や精神主義に重きをおきがちな体育団体とぶつかることも多かったが、近年その業績は再評価されている。
作家・橘京平が小説とノンフィクションを書き上げると知られざる岡部の生き様が浮き彫りになった。2020年と2021年には、福岡市の人気劇団「ショーマンシップ」と「ギンギラ太陽'S」がタッグを組み、「PEACE HILL 天狗と呼ばれた男 岡部平太物語」（原作・小説『Peace Hill 天狗と呼ばれた男 岡部平太物語』幻冬舎、脚本大塚ムネト）と題して、仲谷一志が岡部の生涯を演じた。
草彅洋平は著書「日本サウナ史」の中で、岡部のフィンランドでのサウナ体験を含め、いくつかのエピソードを紹介している。

## エピソ ード
・岡部の水戸高(旧制水戸高等学校)辞職は生徒たちに衝撃を与えた。やがて満州にいる事を知った学生たちは、何とか岡部を水戸に呼び戻そうと、カンパで集めた旅費で岡崎英城ら３名を代表として満州に派遣した。奉天で再会した岡部は号泣し、「先生帰って下さい」と学生たちも泣きながら懇願したが、岡部の決意は固く、最後まで首を縦に振ることは無かった。
・米国留学中にシカゴでボクシングジムに通っていた時、「日本の学生がボクシングを習う」との見出しで地元紙『シカゴ・トリビューン』が写真入りの記事を掲載している。
・剣道は高野佐三郎から学んだ。又、米国でボクシングを経験した事で左腕が利くようになり、竹刀を二本持つ「二刀流」を独自に会得。試合ではこの二刀流で畑生武雄二段に勝利している。
・将棋が得意で、東京へ行く事があると文藝春秋社に寄り、友人である菊池寛や作家たちとよく将棋を指した。又、木村義雄八段とは二枚落ちで対戦し、事前に木村の著書『将棋大観』を読んで定石を暗記していた岡部は、熱戦の末 勝利した。
・女優 夏川静江の大ファンで、夏川が満洲日報の招きで満州を訪れた際は、大連の自宅に招いてジンギスカン (料理)を振る舞っている。
・国士舘大学理事長の大澤英雄は岡部の教え子の一人。国士舘大学でサッカー部を創設し初代主将を務めた大澤は、シュート練習をたまたま見学していた岡部から いきなり「君たちは弱いだろう？」と言われ、練習方法が実戦的で無いと指摘を受けた。当初反発を覚えた大澤だったが、その後も度々練習中に現れる岡部と話すうちに、いつしかその合理的な理論を理解し敬愛するようになった。